# NGC 5689
NGC 5689 é uma galáxia espiral barrada (SB0-a) localizada na direcção da constelação de Boötes. Possui uma declinação de +48° 44' 30" e uma ascensão recta de 14 horas, 35 minutos e 29,6 segundos.
A galáxia NGC 5689 foi descoberta em 12 de Maio de 1787 por William Herschel.